# Elliot Lepers
 (avril 2023).
 (avril 2023).
La mise en forme du texte ne suit pas les recommandations de Wikipédia : il faut le « wikifier ».
Les points d'amélioration suivants sont les cas les plus fréquents. Le détail des points à revoir est peut-être précisé sur la page de discussion.
- Les titres sont pré-formatés par le logiciel. Ils ne sont ni en capitales, ni en gras.
- Le texte ne doit pas être écrit en capitales (les noms de famille non plus), ni en gras, ni en italique, ni en « petit »…
- Le gras n'est utilisé que pour surligner le titre de l'article dans l'introduction, une seule fois.
- L'italique est rarement utilisé : mots en langue étrangère, titres d'œuvres, noms de bateaux, etc.
- Les citations ne sont pas en italique mais en corps de texte normal. Elles sont entourées par des guillemets français : « et ».
- Les listes à puces sont à éviter, des paragraphes rédigés étant largement préférés. Les tableaux sont à réserver à la présentation de données structurées (résultats, etc.).
- Les appels de note de bas de page (petits chiffres en exposant, introduits par l'outil «  Source ») sont à placer entre la fin de phrase et le point final[comme ça].
- Les liens internes (vers d'autres articles de Wikipédia) sont à choisir avec parcimonie. Créez des liens vers des articles approfondissant le sujet. Les termes génériques sans rapport avec le sujet sont à éviter, ainsi que les répétitions de liens vers un même terme.
- Les liens externes sont à placer uniquement dans une section « Liens externes », à la fin de l'article. Ces liens sont à choisir avec parcimonie suivant les règles définies. Si un lien sert de source à l'article, son insertion dans le texte est à faire par les notes de bas de page.
- La présentation des références doit suivre les conventions bibliographiques. Il est recommandé d'utiliser les modèles {{Ouvrage}}, {{Chapitre}}, {{Article}}, {{Lien web}} et/ou {{Bibliographie}}. Le mode d'édition visuel peut mettre en forme automatiquement les références.
- Insérer une infobox (cadre d'informations à droite) n'est pas obligatoire pour parachever la mise en page.

Pour une aide détaillée, merci de consulter Aide:Wikification.
Si vous pensez que ces points ont été résolus, vous pouvez retirer ce bandeau et améliorer la mise en forme d'un autre article.
Pour les articles homonymes, voir Lepers.
Elliot Lepers, né le 1er mars 1992 à Paris, est un designer, entrepreneur et militant politique français. 
Il est le fils du journaliste John Paul Lepers.

## Biographie

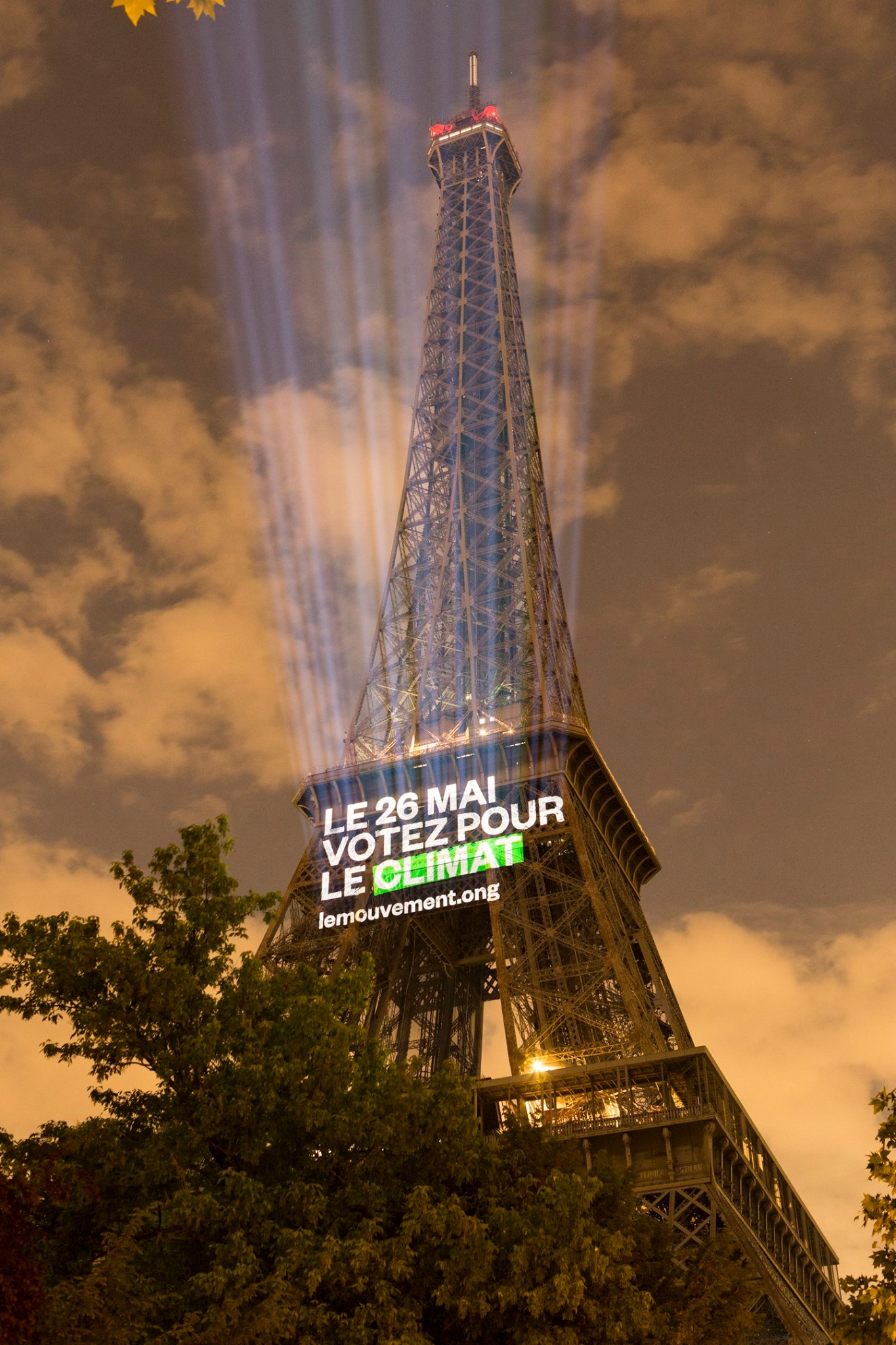

Reçu 1er au concours d'entrée de l'École nationale supérieure des arts décoratifs à 17 ans, il en obtient le diplôme en 2015.
En 2010, il adhère à Europe Écologie Les Verts. Il commence également à animer l'émission L'Œil de links sur Canal+, consacrée à la création sur Internet.
Il est le directeur artistique et le responsable de la campagne numérique d'Eva Joly lors de l'élection présidentielle de 2012. C'est lui qui l'a poussée à porter ses lunettes rouges remarquées. 
En 2013, il réalise avec Simon Bouisson le documentaire interactif StainsBeauPays, produit par Narrative et France Télévisions, immersion d'un an dans une classe de collège à Stains. Le film reçoit le prix Varenne WEB&DOC au Figra et le Prix du Jury au Web Program Festival. 
Avec Clara Gonzales, il est à l’origine de l’« Affiche Grise » dénonçant les « 343 salauds » ayant signé une pétition contre la pénalisation des clients de prostituées.
En 2014, il fonde la société Pole, et crée plusieurs projets d'expérimentation politique, comme MachoLand avec Caroline De Haas et Clara Gonzales, Amazon Killer, ou encore Expertes.fr. Il conçoit également de nombreuses campagnes de mobilisation pour des ONG françaises (Reporters sans frontières, Bloom, Oxfam, Human Rights Watch, Réseau Action Climat, Action contre la faim, CARE France, la CGT, etc.[source insuffisante]). 
En 2015, il quitte EELV et lance 90jours, une application mobile pour accompagner la transition écologique au niveau individuel. L'application est téléchargée plus de 650 000 fois[source insuffisante]. Il rejoint alors brièvement le ministère de l'Écologie pour développer les projets numériques de la COP21.[réf. nécessaire]
La même année, il lance, avec Julien Bayou et Caroline De Haas, plusieurs initiatives pour contribuer à l'émergence d'une candidature citoyenne de gauche à l'élection présidentielle, avec notamment l'organisation de la Primaire de gauche. 
Devant le refus des partis politiques de gauche de se soumettre à un processus commun, ils se concentrent sur l'organisation de la mobilisation contre la loi Travail, qui rassemble 1,35 million de signatures C'est d'ailleurs lui qui a créé le site loitravail.lol, encore en ligne en 2021.
En 2017, il crée avec la militante féministe Clara Gonzales le Numéro anti-relous, suspendu après une violente campagne de cyber-harcèlement.
En 2017 également, il crée l'ONG ~ le mouvement, membre français du réseau international The Open, pour développer en France les techniques de mobilisation anglo-saxonnes. Il mène plusieurs campagnes contre les violences policières[source insuffisante], pour l'égalité salariale, contre les discriminations (notamment à l'occasion de l'affaire Naomi Mussenga) , fait bannir Génération identitaire de plusieurs plateformes bancaires francophones, et convainc des dizaines d'annonceurs de retirer leurs publicités de l'émission d'Éric Zemmour sur CNews. 
Fin 2018, l'ONG est à l'origine de plusieurs campagnes sur le climat, notamment IlEstEncoreTemps, SuperLocal et 'OnEstPret, et co-organise les marches pour le climat en France. Il en assure la direction exécutive jusqu'à la mi-2020.[réf. nécessaire]
Depuis, il continue de conseiller des campagnes électorales et des ONG.